# Остьор
Остьор (на украински: Остер) е град в Северна Украйна. Намира се в Черниговска област. До 2020 година е част от Козелецки район. Населението на града е около 5990 души. Покрай града минават реките Десна и Остьор. Разстоянието до селището от градски тип Козелец е 16 км, а до Чернигов 70 км и до Киев 74 км. Градът е основан през 1098 година, а през 1961 година получава статут на град. Надморската височина е около 111 метра.